# Lloret de Mar
Lloret de Mar é um município da Espanha na comarca de Selva, província de Girona, comunidade autónoma da Catalunha. Tem 48,7 km² de área e em 2021 tinha 38 402 habitantes (densidade: 788,5 hab./km²).

## Demografia
| Variação demográfica do município entre 1991 e 2004 | Variação demográfica do município entre 1991 e 2004 | Variação demográfica do município entre 1991 e 2004 | Variação demográfica do município entre 1991 e 2004 |
| --------------------------------------------------- | --------------------------------------------------- | --------------------------------------------------- | --------------------------------------------------- |
| 1991                                                | 1996                                                | 2001                                                | 2004                                                |
| 804 512                                             | 1 001 214                                           | 1 502 541                                           | 2 000 125                                           |

## Equipamentos
- Cemitério Modernista de Lloret de Mar - Inaugurado em 1901, foi projectado por Joaquim Artau i Fàbregas[2].